# Autorità di pubblica sicurezza
L'autorità di pubblica sicurezza, nell'ordinamento giuridico italiano, è una entità che si occupa di ordine pubblico e di pubblica sicurezza.
Compito dell'autorità di pubblica sicurezza è dunque quello di garantire le condizioni di pace sociale, prevenendo i fattori che potenzialmente la minacciano ed eliminando gli stati di turbativa già in atto.

## I soggetti
L'autorità di pubblica sicurezza si articola a livello nazionale, provinciale e locale; in particolare:
- il Ministro dell'interno è l'autorità di pubblica sicurezza principale, a norma dell'art. 1 della legge 1º aprile 1981, n. 121, la quale gli ha attribuito anche la responsabilità della tutela dell'ordine e della sicurezza pubblica;
- le attribuzioni dell'autorità provinciale di pubblica sicurezza sono esercitate dal prefetto e dal questore.
- le attribuzioni dell'autorità locale di pubblica sicurezza sono esercitate dal capo dell'ufficio di pubblica sicurezza del luogo (il questore nel capoluogo di provincia e i funzionari preposti ai Commissariati di Pubblica Sicurezza negli altri comuni) o, in mancanza, dal sindaco in qualità di ufficiale del Governo, ai sensi del TUEL.[3]

## Competenze e funzioni
Ai sensi dell'art. 1 del R.D. 18 giugno 1931, n. 773 (Testo unico delle leggi di pubblica sicurezza) essa:

## Assetto organizzativo
L'art. 2 della legge n. 121/1981 prevede che il Ministro dell'interno espleti i propri compiti in materia di tutela dell'ordine e della sicurezza pubblica avvalendosi dell'Amministrazione della pubblica sicurezza.

### Struttura
Secondo l'art. 3 della legge 121/1981, l'Amministrazione della pubblica sicurezza è costituita:
- dal personale del Dipartimento della pubblica sicurezza e degli altri uffici, istituti e reparti in cui lo stesso si articola;
- dalle autorità provinciali di pubblica sicurezza e dal personale da esse dipendente;
- dalle autorità locali di pubblica sicurezza;
- dagli ufficiali e agenti di pubblica sicurezza che operano sotto la direzione delle autorità centrali e provinciali di pubblica sicurezza.

Il prefetto dipende gerarchicamente dal Ministro dell'interno, in via diretta, mentre il questore dipende gerarchicamente dal Capo della polizia - direttore generale della pubblica sicurezza, il quale è preposto al Dipartimento della pubblica sicurezza e dipende dal Ministro.
Il sindaco, quando opera come autorità locale di pubblica sicurezza, dipende funzionalmente dal prefetto e dal questore. Quando eccezionali esigenze di servizio lo richiedono, il prefetto, o il questore su autorizzazione del prefetto, può inviare funzionari della Polizia di Stato nei comuni dove non vi è un commissariato, sospendendo la competenza del sindaco come autorità locale di pubblica sicurezza.

### Ufficiali e agenti di pubblica sicurezza
Le qualifiche di ufficiale e di agente di pubblica sicurezza sono contemplate nel regio decreto 31 agosto 1907, n. 690 (Testo unico della legge sugli ufficiali ed agenti di pubblica sicurezza) che, per quanto tuttora vigente, va letto alla luce delle rilevanti modifiche nel frattempo apportate all'ordinamento delle varie forze di polizia.
È attribuita la qualifica di ufficiale di pubblica sicurezza:
- agli appartenenti ai ruoli dei commissari e dei dirigenti della Polizia di Stato (art. 39, comma 3, della legge 121/1981) che, ai sensi dell'art. 12 del R.D. 690/1907, sono considerati permanentemente in funzione (servizio);
- agli ufficiali dell'Arma dei Carabinieri sono riconosciute le medesime attribuzioni e prerogative dell'Ufficiale di P.S. meno quelle di stretta Polizia Amministrativa. (R.D. 14 giugno 1934 n.1169 Art. 51. Gli ufficiali dei carabinieri hanno le stesse attribuzioni e prerogative degli ufficiali di pubblica sicurezza ad eccezione delle mansioni di polizia prettamente amministrativa. Quando, nella esplicazione di mansioni inerenti all’esercizio di funzioni devolute dalle leggi di polizia agli ufficiali di P. S. concorrono contemporaneamente ufficiali dei carabinieri e funzionari di P. S., la direzione del servizio è demandata a questi ultimi.
- ai Comandanti dei Reparti navali e delle unità navali della Guardia di Finanza, come previsto dall’art. 8-bis del D.Lgs. 68/01.

- ai sindaci dei comuni in cui non vi sono ufficiali di pubblica sicurezza (art. 6 del r.d. 690/1907).

- Gli appartenenti alla carriera dei funzionari del Corpo di Polizia penitenziaria rivestono la qualifica di Sostituto Ufficiale di P.S. ai sensi dell'art. 6 del decreto legislativo 21 maggio 2000, n.146.

- ai sostituti commissari e agli ispettori superiori della Polizia di Stato, nonché ai luogotenenti e marescialli maggiori dell'Arma dei Carabinieri.[5] Costoro, tuttavia esercitano le funzioni dell'ufficiale di pubblica sicurezza solo in caso di temporanea assenza o impedimento del medesimo.

Il codice dell'ordinamento militare, a seguito della riforma dell’art. 179 del C.O.M. D.Lgs. 29 maggio 2017, n. 95, ha previsto che i luogotenenti ed i marescialli maggiori dell'Arma dei Carabinieri rivestono la qualifica permanente di sostituti ufficiali di pubblica sicurezza, pertanto per l'Arma dei Carabinieri oggi sono individuate tre qualifiche permanenti di P.S. e cioè quelle di: ufficiale dei CC che ha le medesime attribuzioni e prerogative dell’ufficiale di P.S. meno le competenze di Polizia Amministrativa, sostituto e agente.

È invece attribuita la qualifica di agente di pubblica sicurezza:
- agli agenti, sovrintendenti e ispettori, fino alla qualifica di ispettore capo, della Polizia di Stato (art. 17 del R.D. 690/1907, che parla di "guardie di città", e art. 39, comma 2, della legge 121/1981);
- ai militari, brigadieri e marescialli fino al grado di Maresciallo Capo, dell'Arma dei Carabinieri;
- a tutti gli appartenenti alla Guardia di Finanza, alla Polizia Penitenziaria e, nelle regioni a statuto speciale, ai vari Corpi Forestali regionali (art. 18 del r.d. 690/1907).
- al personale militare delle Forze armate italiane (esclusi gli appartenenti all'Arma dei Carabinieri), ufficiali e non, dell'Esercito Italiano, della Marina Militare e dell'Aeronautica Militare che sono impegnati nell'Operazione Strade sicure secondo la legge 125/2008.

Al personale del Corpo Nazionale dei Vigili del Fuoco, nell'esercizio delle sue funzioni, è riconosciuta qualifica di agente di pubblica sicurezza (art. 8, 1° comma, della legge 27 dicembre 1941, n. 1570, mantenuto in vigore dall'art. 35 del decreto legge 8 marzo 2006, n. 139, sul riassetto del Corpo).
Ai sensi dell'art. 5 della legge 7 marzo 1986, n. 65, al personale della polizia municipale e della polizia provinciale può essere attribuita ad personam la qualifica di agente di pubblica sicurezza mediante decreto del prefetto, su richiesta del sindaco o, rispettivamente, del presidente della provincia e previo accertamento del possesso dei requisiti di legge.

### Nelle regioni a statuto speciale
Nelle regioni a statuto speciale il sistema delle autorità di pubblica sicurezza sopra illustrato presenta delle variazioni, in relazioni alle particolari competenze degli organi regionali.
In Trentino-Alto Adige, dove non vi sono i prefetti, i presidenti delle province autonome esercitano le attribuzioni spettanti all'autorità di pubblica sicurezza in materia di industrie pericolose, di mestieri rumorosi ed incomodi, esercizi pubblici, agenzie, tipografie, mestieri girovaghi, operai e domestici, malati di mente, intossicati e mendicanti, minori di anni diciotto. Le altre competenze che le leggi di pubblica sicurezza devolvono al prefetto sono affidate ai questori (art. 20 dello Statuto regionale).
Nella Valle d'Aosta, dove la provincia è stata soppressa e non vi è quindi un prefetto, il Presidente della Regione per delegazione del Governo provvede al mantenimento dell'ordine pubblico, secondo le disposizioni del Governo, verso il quale è responsabile, mediante reparti di polizia dello Stato e di polizia locale. In casi eccezionali, quando la sicurezza dello Stato lo richieda, il Governo assume direttamente la tutela dell'ordine pubblico (art. 44 dello Statuto regionale).
In Sicilia al mantenimento dell'ordine pubblico provvede il Presidente della Regione a mezzo della polizia dello Stato, la quale nella Regione dipende disciplinarmente, per l'impiego e l'utilizzazione, dal Governo regionale. Il Presidente della Regione può anche chiedere l'impiego delle forze armate dello Stato. Tuttavia il Governo può assumere la direzione dei servizi di pubblica sicurezza, a richiesta del Governo regionale congiuntamente al Presidente dell'Assemblea e, in casi eccezionali, di propria iniziativa, quando siano compromessi l'interesse generale dello Stato e la sua sicurezza (art. 31 dello Statuto regionale).
In Sardegna il Governo può delegare alla Regione le funzioni di tutela dell'ordine pubblico. In tal caso, queste sono esercitate, nell'ambito delle direttive fissate dal Governo, dal Presidente della Regione, che, a tale scopo, può richiedere l'impiego delle forze armate (art. 49 dello Statuto regionale)
Nessuna attribuzione in ordine alla pubblica sicurezza spetta invece alla Regione Friuli-Venezia Giulia, dove operano regolarmente i prefetti nelle quattro ex province.

### Riferimenti normativi
- Regio Decreto 18 giugno 1931, n. 773 - Approvazione del testo unico delle leggi di pubblica sicurezza.
- Regio Decreto 6 maggio 1940, n. 635 - Approvazione del regolamento per l'esecuzione del testo unico 18 giugno 1931-IX, n. 773, delle leggi di pubblica sicurezza.
- Decreto del Presidente della Repubblica 25 ottobre 1981, n. 737 - Sanzioni disciplinari per il personale dell'Amministrazione di pubblica sicurezza e regolamentazione dei relativi procedimenti.
- Legge 1 aprile 1981, n. 121 - Nuovo ordinamento dell'Amministrazione della pubblica sicurezza.
- Decreto del Presidente della Repubblica 22 marzo 2001, n. 208 - Regolamento per il riordino della struttura organizzativa delle articolazioni centrali e periferiche dell'Amministrazione della pubblica sicurezza, a norma dell'articolo 6 della legge 31 marzo 2000, n. 78.